# フラッサー (DD-20)
|          |                                    |
| 艦歴     |                                    |
| 発注     |                                    |
| 起工     |                                    |
| 進水     | 1909年7月20日                      |
| 就役     | 1909年10月28日                     |
| 退役     | 1919年7月14日                      |
| その後   | 1919年11月21日に売却               |
| 除籍     | 1919年9月15日                      |
| 性能諸元 |                                    |
| 排水量   | 700トン                            |
| 全長     | 293 ft 10 in (89.6 m)              |
| 全幅     | 26 ft 5 in (8.1 m)                 |
| 吃水     | 8 ft (2.4 m)                       |
| 機関     |                                    |
| 最大速   | 28ノット (52 km/h)                 |
| 乗員     | 士官、兵員85名                     |
| 兵装     | 3インチ砲4門 18インチ魚雷発射管3門 |

フラッサー (USS Flusser, DD-20) は、アメリカ海軍の駆逐艦。スミス級駆逐艦の4番艦。艦名はチャールズ・ウィリアムソン・フラッサー艦長に因む。その名を持つ艦としては2隻目。

## 艦歴
フラッサーは1909年7月20日にメイン州バスのバス鉄工所で、ジェネヴィーヴ・ヴァーデン（フラッサー少佐の曾姪）によって進水し、1909年10月28日に艦長J・P・モートン少佐の指揮下就役した。
フラッサーは1909年12月17日に母港のサウスカロライナ州チャールストンに到着し、大西洋水雷艦隊に所属し通常の作戦任務を開始した。艦隊はその後幾度も改変され、フラッサーは1916年8月までカリブ海およびニューイングランド沖で巡航を行う。8月からはニューヨーク沖およびロングアイランド・サウンドで中立パトロールを開始した。
1917年初めにルイジアナ州ニューオーリンズで修理を受けた後、フラッサーは東海岸での護衛任務を行い、1917年1月30日にチャールストンを出航、2ヶ月に及ぶ護衛および偵察任務をアゾレス諸島のポンタ・デルガダを拠点として開始した。その後はフランスのブレスト沖でも同様の任務に従事し、1917年10月22日から1918年12月9日までイギリス海峡を横断しての活動を行った。フラッサーは1919年7月14日にペンシルベニア州フィラデルフィアで退役し、11月21日に売却された。